# Resolutie 1625 Veiligheidsraad Verenigde Naties
Resolutie 1625 van de Veiligheidsraad van de Verenigde Naties werd op 14 september 2005 unaniem door de VN-Veiligheidsraad aangenomen en nam een verklaring aan over het ontwikkelen van een strategie ter voorkoming van conflicten; vooral in Afrika.

## Inhoud

### Resolutie
De Veiligheidsraad:
- Besluit bijgevoegde verklaring over de versterking van de rol van de Veiligheidsraad in het voorkomen van conflicten in vooral Afrika aan te nemen.

### Annex

#### Waarnemingen
Gewapende conflicten zorgden voor vele doden en grote schade. Vrede, veiligheid en ontwikkelingen versterken elkaar. Er was nood aan een strategie ter voorkoming van conflicten die de wortels van die conflicten aanpakte door onder meer ontwikkeling, de strijd tegen armoede, nationale verzoening, goed bestuur, democratie, seksegelijkheid, de rechtsstaat en respect voor de mensenrechten. De partnerschappen tussen de VN en internationale organisaties – de Afrikaanse Unie en de subregionale organisaties in Afrika in het bijzonder – moesten versterkt worden.

#### Handelingen
Men wilde de capaciteiten van de VN om conflicten te voorkomen versterken door de ontwikkelingen in risicoregio's op de voet te volgen, subregionale bemiddelingsinitiatieven en capaciteiten te ondersteunen, wanneer nodig informatie en bijstand te vragen van de Economische en Sociale Raad, maatregelen te nemen tegen de illegale wapenhandel en huurlingen, instellingen voor vrede, stabiliteit en ontwikkeling mee te verbeteren en Afrikaanse landen te helpen met het opbouwen van betrouwbare juridische instellingen.
Er moest een uitgebreide strategie worden ontwikkeld, gericht tegen negatieve ontwikkelingen op veiligheids-, economisch, sociaal en humanitair vlak op bestuur en mensenrechten in landen in crisis, met speciale aandacht voor conflicten die voortkomen uit de strijd om economische middelen, illegale grensoverschrijdende activiteiten, burgerorganisaties versterken, verzwakte en ingestorte besturen versterken, straffeloosheid beëindigen en de eerlijkheid en transparantie van verkiezingsprocessen promoten.
Bij de internationale gemeenschap, de VN en internationale financiële instellingen werd aangedrongen op steun voor de landen in Afrika. De beslissing van de G8-top in Gleneagles om de armoede in Afrika te bestrijden werd verwelkomd. Ook werd aangedrongen op de versterking van regionale organisaties in Afrika zodat wanneer nodig snel civiele en militaire operaties konden opzetten. Het voorstel van de secretaris-generaal voor een tienjarig programma in die zin voor de Afrikaanse Unie werd gesteund.

## Verwante resoluties
- Resolutie 1209 Veiligheidsraad Verenigde Naties (1998)
- Resolutie 1467 Veiligheidsraad Verenigde Naties (2003)
- Resolutie 1631 Veiligheidsraad Verenigde Naties
- Resolutie 1645 Veiligheidsraad Verenigde Naties

Lijst ·  1581 ·  1582 ·  1583 ·  1584 ·  1585 ·  1586 ·  1587 ·  1588 ·  1589 ·  1590 ·  1591 ·  1592 ·  1593 ·  1594 ·  1595 ·  1596 ·  1597 ·  1598 ·  1599 ·  1600 ·  1601 ·  1602 ·  1603 ·  1604 ·  1605 ·  1606 ·  1607 ·  1608 ·  1609 ·  1610 ·  1611 ·  1612 ·  1613 ·  1614 ·  1615 ·  1616 ·  1617 ·  1618 ·  1619 ·  1620 ·  1621 ·  1622 ·  1623 ·  1624 ·  1625 ·  1626 ·  1627 ·  1628 ·  1629 ·  1630 ·  1631 ·  1632 ·  1633 ·  1634 ·  1635 ·  1636 ·  1637 ·  1638 ·  1639 ·  1640 ·  1641 ·  1642 ·  1643 ·  1644 ·  1645 ·  1646 ·  1647 ·  1648 ·  1649 ·  1650 ·  1651